# Ophiomusium variabile
Ophiomusium variabile är en ormstjärneart som beskrevs av Christian Frederik Lütken 1899. Ophiomusium variabile ingår i släktet Ophiomusium och familjen Ophiolepididae. Inga underarter finns listade i Catalogue of Life.